# Семисотка (Керченський район)
Семисо́тка (до 1948 — Сув-Агар, крим. Suv Ağar) — село в Керченському районі Криму, центр Семисотської сільради. Населення — 1835 осіб за результатами перепису населення 2001 року.

## Географія
Розташоване у західній частині Керченського півострова, на Акмонайському перешийку, за 15 км на південний-схід від райцентра Леніне. Висота над рівнем моря — 25 м. Через село проходить залізниця, станція Семисотка.

## Історія
Вперше згадка про поселення зустрічається у «…Памятной книжке Таврической губернии на 1892 год», згідно з якої у присілку Семисотка Владиславської волості Феодосійского повіту, що не входив до жодного з сільських об'єднань, нараховувалося 25 жителів в 6 домогосподарствах.
Згідно з енциклопедичним словником «Німці Росії», лютерансько-меннонітське поселення Меєра Джау-Тепе (він же Парпачі), або Семисотка, було засноване кримськими німцями на 1000 десятинах землі у 1901 році. У «…Памятной книжке Таврической губернии на 1902 год» зазначено, що в присілку Семисотка нараховується 83 мешканця у 6 домогосподарствах, а у 1904 році, згідно зі словником «Німці Росії», їх залишилося лише 14 (у 1911 році — 16). В статистичному довіднику Таврійської губернії «Ч.II-я. Статистический очерк, выпуск седьмой Феодосийский уезд, 1915 г.» у Владиславській волості Феодосійського повіту зазначена колонія Семисотка (вона ж Парпачі) з населенням 53 особи.
За часів радянської влади, згідно з розпорядженням Кримревкому від 8 січня 1921 року, село включили до складу Старо-Кримського району. Декретом ВЦІК від 4 вересня 1924 року «Про скасування деяких районів Автономної Кримської РСР» Старо-Кримський район було ліквідовано і Семисотка увійшла до складу Феодосійського району. Згідно зі Списком населених пунктів Кримської АРСР за Всерадянським переписом населення 17 грудня 1926 року, село Семисотка з населенням 98 осіб (48 з яких були німцями) входило до складу Ак-Монайської сільради Феодосійського району. 15 вересня 1931 року Феодосійський район розформували і Семисотка знову опинилася у складі Старо-Кримського, а з 1935 року — Ленінського району. Невдовзі після початку німецько-радянської війни, а саме 18 серпня 1941 року, усіх кримських німців було виселено спочатку до Ставропольського краю, а згодом до Сибіру та північного Казахстану.
Час створення сільради не встановлено, однак станом на 1968 рік вона вже існувала.